# Wincenty Reklewski
Wincenty Marceli Reklewski, krypt.: W. R., (ur. 16 października 1786 w Obręcznej, zm. koniec października 1812 w Moskwie) – polski poeta okresu sentymentalizmu, żołnierz Wielkiej Armii napoleońskiej.

## Życiorys
Był jednym z synów Józefa Reklewskiego (średnio zamożnego szlachcica, sprawującego później urząd sędziego pokoju) i Anny Reklewskiej z Szabłowskich. 16 października 1786 roku został ochrzczony w kościele parafialnym we wsi Wszechświęte. Wczesne dzieciństwo spędził częściowo w rodzinnym majątku, a częściowo w pobliskim Sandomierzu, gdzie jego ojciec miał drewniany dworek. W latach późniejszych trafił do Nowej Słupi, gdzie pobierał naukę w szkole podwydziałowej (szkole średniej niższego typu). Bronisław Gubrynowicz w jednej ze swoich publikacji pisał o Reklewskim:

Czerstwy, twarzy sarmackiej, oczu pełnych życia, znany był powszechnie z dziwnej swojej skromności i łagodnego obejścia się z ludźmi.

Jesienią 1804 roku zapisał się na Wydział Filozoficzny Uniwersytetu Jagiellońskiego w Krakowie. Spotkał tam swojego późniejszego przyjaciela, również poetę, Andrzeja Brodzińskiego. W roku 1806 przerwał jednak naukę i na apel księcia Józefa Poniatowskiego – naczelnika sił zbrojnych Księstwa Warszawskiego – przedostał się do Częstochowy, aby tam, jako ochotnik, wstąpić do oddziału pieszej artylerii polskiej wojsk Księstwa Warszawskiego. W dniu 12 lipca 1807 został mianowany podporucznikiem 2. batalionu w I Kompanii Artylerii Pieszej.
W czasie wojny polsko-austriackiej walczył m.in. pod Raszynem i Sandomierzem. 20 maja 1809 roku, po zdobyciu tego ostatniego, odznaczony Złotym Krzyżem Virtuti Militari oraz awansowany (2 lipca 1809) do rangi kapitana. Dwa tygodnie później (15 lipca 1809), po zawarciu rozejmu francusko-austriackiego, Reklewski wraz ze zwycięskim wojskiem polskim wkroczył do Krakowa. Spędził tam 2 lata (1809-1811), prowadząc jako dowódca 12. kompanii artylerii pieszej, intensywne szkolenia wojskowe, szkoląc rekrutów. Prowadził bogate życie towarzyskie i pisał wiersze. Poznał wówczas poetę Kazimierza Brodzińskiego (młodszego brata Andrzeja), który wstąpił do oddziału artylerii Wincentego Reklewskiego i był jego wiernym towarzyszem oraz oddanym przyjacielem. 7 maja 1811 roku wraz z wojskiem polskim Reklewski wyruszył do Warszawy. Przydzielono go do prac fortyfikacyjnych koło Modlina, jako poddyrektora fortyfikacji korpusu inżynierów. 4 czerwca 1812 roku wyruszył z dywizją gen. Sokolnickiego na wschód, aby wspierać wojska napoleońskie w inwazji na Rosję. Brał udział w bitwie pod Smoleńskiem, po której dostał awans na podpułkownika. Podczas walk zachorował i wkrótce został przewieziony do Moskwy.
W przerwie między działaniami wojennymi (1809–1811), którą spędził w Krakowie, napisał kilkanaście sielanek, poematów i wierszy. Wiele z jego ówczesnych utworów, m.in. poemat heroikomiczny Cecylia utracona, poematy Robienie kwiatów czy Wieńce, pozostało w brudnopisie zaledwie zarysowanych i niedokończonych. Swe pierwsze utwory Reklewski tworzył prawdopodobnie jeszcze przed podjęciem studiów wyższych. W 1811 roku Reklewski wydał tomik wierszy sentymentalnych pt. Pienia wiejskie w nakładzie zaledwie 500 egzemplarzy. Owa 'wiejskość narodowa' czyni z Reklewskiego 'patrona sielanki narodowej." Znalazły się w nim ryciny według rysunków Michała Stachowicza wykonane w Wiedniu. W zbiorze tym zamieszczony jest również najstarszy drukowany polski wiersz o tematyce tatrzańskiej pt. Górale. Przed wymarszem na Moskwę w 1812 roku Reklewski opracował literacko jedną z najstarszych polskich pieśni wojskowych – Pieśń o żołnierzu tułaczu.
Mimo pogarszającego się stanu zdrowia, do końca wierzył, że uda mu się wrócić w rodzinne strony. Przyjacielowi zwierzał się:

Mrozy wnet się przesilą, ja wcale zimna już nie czuję. skromna młodość nasza wszystko to przetrwa. Dług ojczyźnie spłaciwszy, sobie wzajem resztę życia poświęcim. Tej wiosny wracam do domu, domuruję dworek zaczęty nad strumieniem, przerzynający błonia sandomierskiej pszenicy.

Zmarł w moskiewskim lazarecie pod koniec października 1812 roku trawiony chorobą w wieku 26 lat.

## Twórczość
Reklewski był, przede wszystkim, autorem poezji opartej na motywach ludowych oraz sielanek, a także erotyków. Autografy Reklewskiego świadczą o tym, iż autor miał w zwyczaju układać swe utwory najpierw prozą, a dopiero później przeredagowywać je na poezję. W jego twórczości widać wyraźne wpływy szwajcarskiego poety i malarza Salomona Gessnera.

### Ważniejsze utwory
1. (Wiersze:) Wiesław o Kwiatosławie; Laura i Filon, czyli zakład; Ułomek z sielanki Wiesław i Skotosław, wyd. A. Brodziński w: Zabawki wierszem, Kraków 1807; wyd. 2 tytułowe: Kraków 1808
2. Pienia wiejskie przez W. R., Kraków 1811; kilka wierszy tego zbiorku przedr. Ż. Pauli pt. Sielanki krakowskie, Kraków 1850
3. Wieńce. Poema pastoralne; Sonet (inc.: Nie znałem wtedy miłości...), ogł. K. Brodziński, "Pamiętnik Warszawski" t. 19 (1821), s. 381-392
4. Robienie kwiatów. Poema, z rękopisu ogł. B. Gubrynowicz: O nieznanych utworach W. Reklewskiego, "Pamiętnik Literacki" rocznik 24 (1927) i odb., (tam też ogłoszono poz. 5 i parę drobnych wierszy i fragm.)
5. Cecylia utracona. Poemat heroikomiczny, nieukończony (przerwany na pieśni 6.); fragm. z rękopisu ogł. B. Gubrynowicz, jak wyżej poz. 4.

Parę wierszy Reklewskiego przedr. antologie (m.in.): L. S. Korotyński: Poeci legioniści, Warszawa 1907; J. Tuwim: Księga wierszy polskich XIX w. t. 1, Warszawa 1954; wyd. 2 Warszawa 1956; P. Hertz: Zbiór poetów polskich XIX w. ks. 1, Warszawa 1959; Cz. Zgorzelski: Ballada polska, Wrocław (1962) "Biblioteka Narodowa" seria I, nr 177.

### Listy
1. Do J. Stattlera z roku 1811, rękopis: Ossolineum, sygn. 12156/III.

## Upamiętnienie
Portret Wincentego Reklewskiego pędzla Józefa Oleszkiewicza przechowywany był w rodzinie Reklewskich przez około 100 lat po śmierci poety. Ostatnie wzmianki o obrazie prowadzą do Muzeum Katedralnego na Wawelu, gdzie w 1945 roku został wpisany na listę strat.
W roku 1815 w Pamiętniku Warszawskim wydrukowano wspomnienie o Wincentym Reklewskim pióra Kazimierza Brodzińskiego oraz część jego rękopiśmiennej spuścizny: "poema pastoralne" Wieńce i jeden sonet.
W 1850 roku z kolei, z inicjatywy krakowskiego zbieracza pieśni ludowych Żegoty Pauliego, ukazały się jego Sielanki krakowskie. Starannie wydana książeczka o wymiarach 11×14 cm powtarza niektóre z utworów z Pień wiejskich oraz dodaje kilka innych. W późniejszych antologiach poezji polskiej pojawia się często duma Reklewskiego pt. Halina, traktująca o bitwie pod Raszynem.
W 1927 roku Bronisław Gubrynowicz poświęcił Reklewskiemu obszerny szkic monograficzny uzupełniony o niepublikowane dotychczas Robienie kwiatów i fragmenty Cecylii utraconej.